# Список министров по делам колоний Германии

Список министров по делам колоний Германии включает министров по делам колоний Германии. После утраты германских колоний по Версальскому договору в 1919 году министерство по делам колоний было упразднено.

## Директора колониального департамента в Министерстве иностранных дел (1890-1907)
| Изображение | Имя                                          | Дата вступления в должность | Дата снятия с должности |
| ----------- | -------------------------------------------- | --------------------------- | ----------------------- |
|             | Фридрих Рихард Крауель (1848-1918)           | 01.04.1890                  | 30.06.1890              |
|             | Кайзер, Пауль (1845-1898)                    | 30.06.1890                  | 15.10.1896              |
|             | Рихтгофен, Освальд фон (1847-1906)           | 15.10.1896                  | 31.03.1898              |
|             | Герхард фон Бухка (1851-1936)                | 01.04.1898                  | 12.06.1900              |
|             | Оскар Вильгельм Штюбель (1846-1921)          | 12.06.1900                  | 18.07.1905              |
|             | Эрнст II Гогенлоэ-Лангенбургский (1863-1950) | 18.07.1905                  | 17.05.1907              |

## Государственные секретари по делам колоний (1907-1918)
| Изображение | Имя                             | Дата вступления в должность | Дата снятия с должности |
| ----------- | ------------------------------- | --------------------------- | ----------------------- |
|             | Дернбург, Бернхард (1865-1937)  | 17.05.1907                  | 09.06.1910              |
|             | Линдеквист, Фридрих (1862-1945) | 09.06.1910                  | 03.11.1911              |
|             | Зольф, Вильгельм (1847-1906)    | 20.12.1911                  | 13.12.1918              |

## Министерство по делам колоний (1918–1919)
| Изображение | Имя                          | Дата вступления в должность | Дата снятия с должности |
| ----------- | ---------------------------- | --------------------------- | ----------------------- |
|             | Шейдеман, Филипп (1865-1939) | 13.12.1918                  | 13.02.1919              |
|             | Белль, Йоханнес (1868-1949)  | 13.02.1919                  | 20.06.1919              |